# Cours de Michel Foucault au Collège de France
 (janvier 2016).
- Si vous ne connaissez pas le sujet, laissez ce bandeau (vous pouvez alors contacter les auteurs).
- Si vous supprimez le contenu mis en cause (vous pouvez préalablement contacter les auteurs),

argumentez précisément cette suppression dans la page de discussion
(un manque de référence n'est pas un argument ; une recherche réelle de référence doit avoir été effectuée, être formellement documentée).
Les cours de Michel Foucault au Collège de France, donnés de 1970 à 1984 dans le cadre de la chaire Histoire des systèmes de pensée, ont été publiés aux éditions du Seuil et aux éditions Gallimard.

## Pourquoi éditer les cours au Collège de France
La lutte contre les versions « pirates », plus ou moins fidèles, des cours de Foucault, la volonté de restituer à un large public le troisième pan de la pensée de Foucault (après les livres et les Dits et Écrits), et le désir de faire progresser la recherche notamment en ce qui concerne la genèse et le déplacement des problématiques foucaldiennes, du fait que de nombreuses analyses des cours ne sont reprises ni dans les livres ni dans les entretiens, ont été les principales raisons de l’édition des cours au Collège de France.

## L’interdit testamentaire de Foucault
L’édition des cours au Collège de France pose problème en raison de l’interdit testamentaire de Foucault. Ce dernier refusait toute publication d’inédits après sa mort, ce qui impliquait l’impossibilité d’utiliser les manuscrits des cours de Foucault en vue de les éditer. Malgré cela, le manque de certains développements dans la version orale des cours ou l’absence d’enregistrements audio pour les trois premiers cours, a rapidement conduit les éditeurs à utiliser les manuscrits afin de les rendre plus intelligibles ou tout simplement disponibles, cela avec l’accord de Daniel Defert. Il est évidemment difficile de savoir si l’édition de ces cours est conforme ou non au vœu testamentaire de Foucault. Cependant, subordonner les manuscrits aux versions orales du cours, ou les utiliser pour eux-mêmes lorsque les enregistrements audio sont perdus, n’est pas la même chose que publier ces manuscrits de façon séparés ou des notes manuscrites de Foucault que celui-ci n’aurait jamais rendues publiques.
Une version restaurée des enregistrements audio des cours est publiée en 2020.

## Lire les cours au Collège de France
Les cours au Collège de France ne doivent pas être lus comme des livres. Ce sont des retranscriptions de leçons orales (bien que les manuscrits soient utilisés pour les éditer), leçons souvent préparées la veille par Foucault. Il faut par conséquent prendre en compte l’oralité du propos, les simplifications ou coupures que cela implique, et l’instantanéité de cette pensée qui, chaque semaine, faisait partager aux étudiants son évolution et ses différents déplacements. Parfois en prise avec une actualité directe, parfois en retrait ; parfois en vue de préparer un livre, parfois afin d’expérimenter des concepts qui ne seront jamais repris ; les cours au Collège de France forment un ensemble hétérogène qui nous plonge dans le laboratoire foucaldien plus que dans une intelligibilité systématique de l’œuvre.

## Contenu du cours et édition
1. 1970-1971 : Leçons sur la volonté de savoir, Paris, Gallimard, 2011, 318 p.  (ISBN 2020860244)
2. 1971-1972 : Théories et Institutions pénales, Paris, Seuil, 2015  (ISBN 2020985691)
3. 1972-1973 : La société punitive, Paris, Gallimard, 2013, 318 p.  (ISBN 2021038033)
4. 1973-1974 : Le Pouvoir psychiatrique, Paris, Gallimard, 2003, 399 p.  (ISBN 2020307693)
5. 1974-1975 : Les Anormaux, Paris, Gallimard, 1999, 351 p.  (ISBN 2020307987)
6. 1975-1976 : « Il faut défendre la société », Paris, Gallimard, 1997, 283 p.  (ISBN 2020231697)
7. 1977-1978 : Sécurité, territoire, population, Paris, Gallimard, 2004, 435 p.  (ISBN 2020307995)
8. 1978-1979 : Naissance de la biopolitique, Paris, Gallimard, 2004, 355 p.  (ISBN 2020324016)
9. 1979-1980 : Du gouvernement des vivants, Paris, Seuil, 2012, 320 p.  (ISBN 2020881330)
10. 1980-1981 : Subjectivité et vérité, Paris, Seuil, 2014, 352 p.  (ISBN 202086259X)
11. 1981-1982 : L'Herméneutique du sujet, Paris, Gallimard, 2001, 540 p.  (ISBN 2020308002)
12. 1982-1983 : Le Gouvernement de soi et des autres I, Paris, Gallimard, 2008, 382 p.  (ISBN 2020658690)
13. 1983-1984 : Le Gouvernement de soi et des autres II : Le Courage de la vérité, Paris, Gallimard, 2009, 334 p.  (ISBN 978-2-02-065870-6)